# 笛を吹く少年
『笛を吹く少年』（Le Joueur de fifre）は、エドゥアール・マネが1866年に完成させた油絵。現在、パリのオルセー美術館に所蔵されている。
『オランピア』の不評でスペインに逃れ、ディエゴ・ベラスケスの『道化パブロ・デ・バリャドリード』(プラド美術館) を見たマネは「背景が消え、空気だけが人物を包んでいる」とアンリ・ファンタン＝ラトゥールに書いた。そして、ベラスケスを「画家の中の画家」と呼んだ。また、日本の浮世絵の影響で画面が単純化されて似絵のように見える。フランス近衛軍鼓笛隊のマスコット的少年を描いたとされる。一説には、顔の部分のみ息子レオン（レオン・コエラ）(1852年1月28日 - 1927年)に似せたと言われている。
吹いている楽器は木製の横笛「ファイフ」（Fife）で、絵の指づかいを真似て吹くと「ソ」の音が鳴る。